# Branisella
Branisella is een monotypisch geslacht van uitgestorven breedneusapen uit de Nieuwe Wereld uit de Salla-formatie van wat nu Bolivia is, dat voorkwam in het Vroeg-Oligoceen, ongeveer 26 miljoen jaar geleden (Deseadan), en omvatte alleen de soort Branisella boliviana. Samen met het geslacht Canaanimico uit Peru is het de oudste ontdekte fossiele aap uit de Nieuwe Wereld.

## Beschrijving
Branisella werd gevonden in Bolivia door de paleontoloog Leonardo Branisa, en het werd naar hem vernoemd door Robert Hoffstetter, de wetenschapper die het voor het eerst beschreef en classificeerde in 1969. Morfologisch is het vergelijkbaar met Proteropithecus, een primaat uit het Oligoceen van Afrika, in zijn gereduceerde bovenste tweede premolaar en niet-gereduceerde onderste tweede premolaar. Dit suggereert dat de primitieve platyrrhine voorouders van Branisella vanuit Afrika naar Zuid-Amerika kwamen. Andere kenmerken suggereren dat het gerelateerd kan zijn aan de omomyiden, een uitgestorven groep spookdierachtige primaten die onder meer in Noord-Amerika voorkomen.
Branisella is veertig centimeter lang en heeft een geschat lichaamsgewicht van een kilogram. De vrij primitieve wangtanden van Branisella zijn erg hoog gekroond, wat suggereert dat het misschien enigszins bodembewonend was, hoewel deze hypothese niet kan worden bevestigd aan de hand van botten van het postcraniale skelet (die zijn er niet). De bekende dentaire exemplaren vertonen extreem zware en snelle slijtage en de eerste maaltand is veel meer versleten dan de laatste. Eén exemplaar behoudt een klein deel van de oogkas en geeft aan dat Branisella kleine ogen had en overdag actief was.

## Vondsten
Van dit dier werden slechts een paar kaakfragmenten gevonden in Bolivia.

## Classificatie
Binnen Platyrrhini is dit taxon geïnterpreteerd als een stamplatyrrhine die niet verwant is aan een van de levende vormen, of als een primitieve callitrichine. Een analyse laat zien dat het het zustertaxon is van de clade van alle niet-pitheciiden en incertae sedis zou moeten blijven. Aangezien Branisella momenteel het enige Zuid-Amerikaanse primatentaxon is dat tot het Mioceen bekend is, zijn er meer fossielen nodig voordat de fylogenetische positie ervan duidelijk kan worden vastgesteld.